# Эль-Балка (мухафаза)
Эль-Балка́, Эль-Белька́ — раннее, совр. — Эль-Балька — (араб. محافظة البلقاء‎) — мухафаза на западе Иордании.
- Административный центр — Ас-Сальт.
- Площадь — 1 120 км², население — 418 600 человек (2012 год).

## География
На севере граничит с мухафазами Ирбид, Аджлун и Джараш, на востоке с мухафазами Эз-Зарка и Амман, на юге с мухафазой Мадаба, на западе с Палестиной по реке Иордан и Мёртвому морю.

## Административное деление

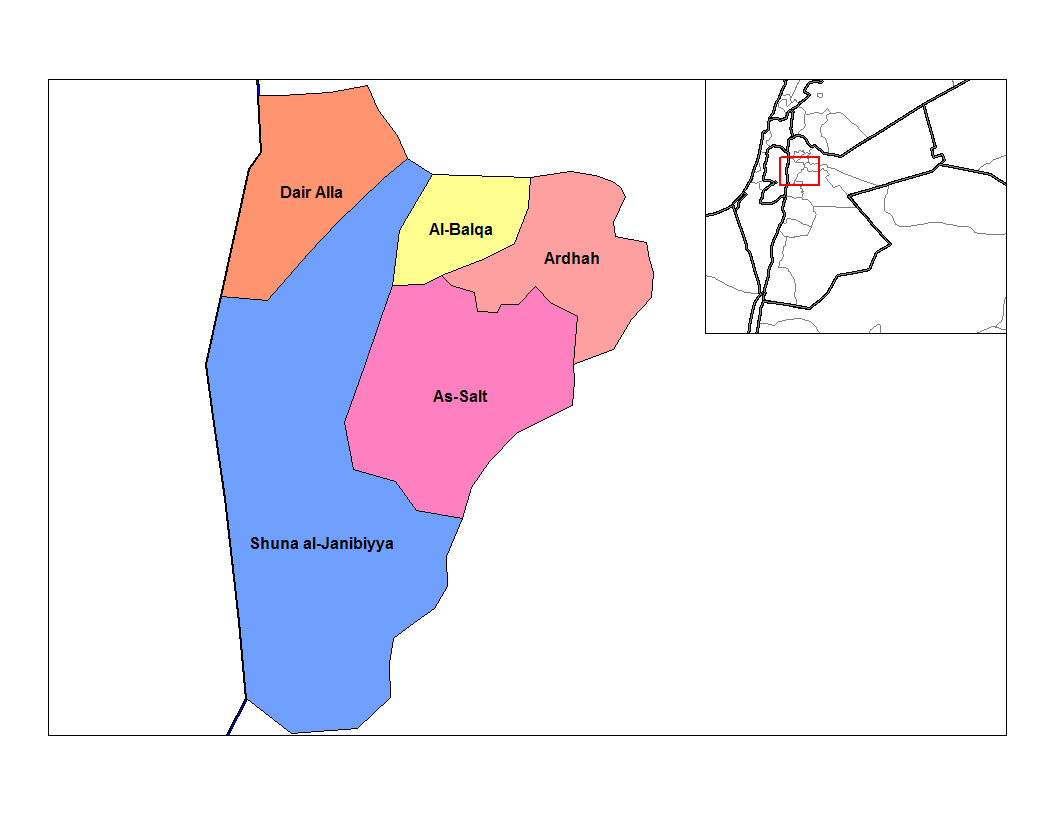
Районы мухафазы

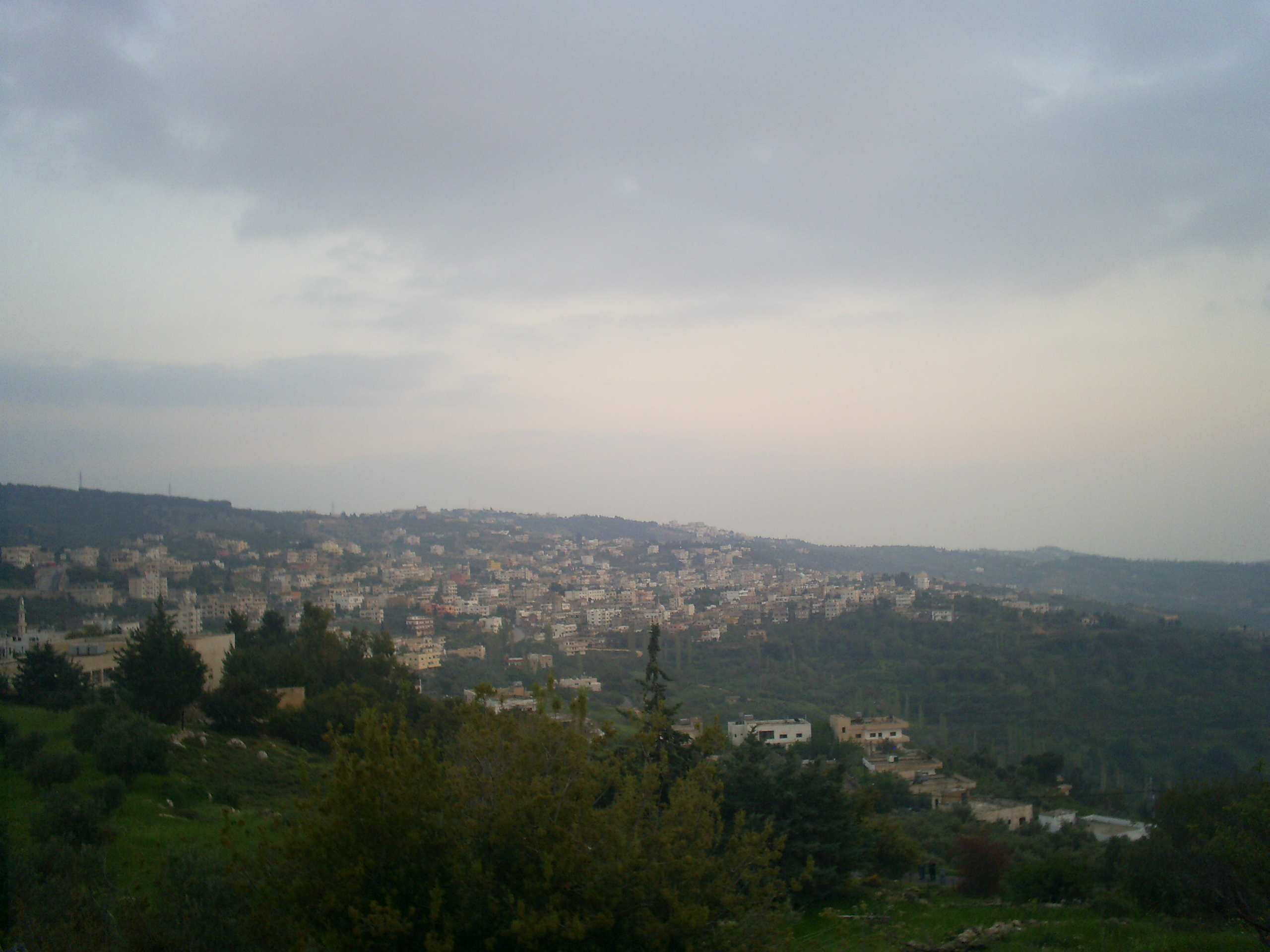
Окрестности города Махиса

Мухафаза разделена на 5 районов:
- Al-Balqa
- Ardhah
- As-Salt
- Dair Alla
- Shuna al-Janibiyya